# Ben Amos
Benjamin Paul Amos, detto Ben (Macclesfield, 10 aprile 1990), è un calciatore inglese, portiere del Port Vale.

## Carriera

### Club
Nato a Macclesfield, nel Cheshire, Amos è entrato nel Manchester United all'età di 11 anni, lasciando così il Crewe Alexandra. Ha presenziato per la prima volta nelle file del Manchester United nella squadra Under-18, l'8 ottobre 2005, sostituendo Daniel Rose che a sua volta era subentrato a Ron-Robert Zieler, espulso, il giorno della sconfitta per 2-0 contro il Bolton. Ha fatto il suo debutto in prima squadra il 23 settembre 2008 nella partita vinta per 3-1 in casa contro il Middlesbrough. Il 14 dicembre 2008, Amos parte con il Manchester United per la Coppa del mondo per club FIFA 2008, al posto di Ben Foster, infortunato ad una mano. Dopo la partenza di quest'ultimo per andare a giocare tra le file del Birmingham City, Alex Ferguson ha dichiarato che sarebbe stato Amos il terzo portiere del Manchester United per la stagione 2010-2011, dopo Edwin van der Sar e Tomasz Kuszczak.
Dopo i vari prestiti in squadre minori per far esperienza, a partire dalla stagione 2013-2014 torna a Manchester per fare il terzo portiere, alle spalle di David de Gea ed Anders Lindegaard. Nel gennaio del 2015 passa in prestito al Bolton.
Il 1º luglio 2015 viene riscattato, diventando interamente del Bolton.

### Nazionale
Ha giocato nelle nazionali giovanili inglesi Under-18, Under-19, Under-20 ed Under-21.

## Statistiche

### Presenze e reti nei club
Statistiche aggiornate al 22 ottobre 2022.
| Stagione                 | Squadra                  | Campionato               | Campionato | Campionato | Coppe nazionali | Coppe nazionali | Coppe nazionali | Coppe continentali | Coppe continentali | Coppe continentali | Altre coppe | Altre coppe | Altre coppe | Totale | Totale |
| Stagione                 | Squadra                  | Comp                     | Pres       | Reti       | Comp            | Pres            | Reti            | Comp               | Pres               | Reti               | Comp        | Pres        | Reti        | Pres   | Reti   |
| ------------------------ | ------------------------ | ------------------------ | ---------- | ---------- | --------------- | --------------- | --------------- | ------------------ | ------------------ | ------------------ | ----------- | ----------- | ----------- | ------ | ------ |
| 2008-2009                | Manchester United        | PL                       | 0          | 0          | FACup+CdL       | 0+1             | -1              | UCL                | 0                  | 0                  | CS+SU+Cmc   | 0           | 0           | 1      | -1     |
| 2009-gen. 2010           | Peterborough United      | FLC                      | 1          | -2         | FACup+CdL       | 0               | 0               | -                  | -                  | -                  | -           | -           | -           | 1      | -2     |
| 2010                     | Molde FK                 | ES                       | 8          | -16        | CN              | 0               | 0               | -                  | -                  | -                  | -           | -           | -           | 8      | -16    |
| 2010-gen. 2011           | Manchester United        | PL                       | 0          | 0          | FACup+CdL       | 0+1             | -2              | UCL                | 1                  | -1                 | CS          | 0           | 0           | 2      | -3     |
| gen.-giu. 2011           | Oldham Athletic          | FL1                      | 16         | -25        | FACup+CdL       | -               | -               | -                  | -                  | -                  | -           | -           | -           | 16     | -25    |
| 2011-2012                | Manchester United        | PL                       | 1          | 0          | FACup+CdL       | 0+3             | -2              | UCL+UEL            | 0                  | 0                  | CS          | 0           | 0           | 4      | -2     |
| 2012-gen. 2013           | Hull City                | FLC                      | 17         | -23        | FACup+CdL       | 0+2             | -4              | -                  | -                  | -                  | -           | -           | -           | 19     | -27    |
| gen.-giu. 2013           | Manchester United        | PL                       | 0          | 0          | FACup+CdL       | 0               | 0               | UCL                | 0                  | 0                  | -           | -           | -           | 0      | 0      |
| 2013-2014                | Carlisle United          | FL1                      | 9          | -12        | FACup+CdL       | 0               | 0               | -                  | -                  | -                  | -           | -           | -           | 9      | -12    |
| 2014-gen. 2015           | Manchester United        | PL                       | 0          | 0          | FACup+CdL       | 0               | 0               | -                  | -                  | -                  | -           | -           | -           | 0      | 0      |
| Totale Manchester United | Totale Manchester United | Totale Manchester United | 1          | 0          |                 | 5               | -5              |                    | 1                  | -1                 |             | 0           | 0           | 7      | -6     |
| gen.-giu. 2015           | Bolton                   | FLC                      | 9          | -8         | FACup+CdL       | 0               | 0               | -                  | -                  | -                  | -           | -           | -           | 9      | -8     |
| 2015-2016                | Bolton                   | FLC                      | 40         | -63        | FACup+CdL       | 2+1             | -3 + -1         | -                  | -                  | -                  | -           | -           | -           | 43     | -67    |
| ago. 2016                | Bolton                   | FL1                      | 0          | 0          | FACup+CdL       | 0+1             | -4              | -                  | -                  | -                  | FLT         | 0           | 0           | 1      | -4     |
| Totale Bolton            | Totale Bolton            | Totale Bolton            | 49         | -71        |                 | 4               | -8              |                    | -                  | -                  |             | 0           | 0           | 53     | -79    |
| ago. 2016-2017           | Cardiff City             | FLC                      | 16         | -24        | FACup+CdL       | 0               | 0               | -                  | -                  | -                  | -           | -           | -           | 16     | -24    |
| 2017-2018                | Charlton                 | FL1                      | 46+2       | -51 + -2   | FACup+CdL       | 2+0             | -4              | -                  | -                  | -                  | FLT         | 0           | 0           | 50     | -57    |
| 2018-2019                | Millwall                 | FLC                      | 12         | -23        | FACup+CdL       | 0+3             | -5              | -                  | -                  | -                  | -           | -           | -           | 15     | -28    |
| 2019-2020                | Charlton                 | FLC                      | 0          | 0          | FACup+CdL       | 0+1             | 0               | -                  | -                  | -                  | -           | -           | -           | 1      | 0      |
| 2020-2021                | Charlton                 | FL1                      | 46         | -56        | FACup+CdL       | 0+2             | -4              | -                  | -                  | -                  | FLT         | 0           | 0           | 48     | -60    |
| Totale Charlton          | Totale Charlton          | Totale Charlton          | 92+2       | -107 + -2  |                 | 5               | -8              |                    | -                  | -                  |             | 0           | 0           | 99     | -117   |
| 2021-2022                | Wigan                    | FL1                      | 46         | -44        | FACup+CdL       | 0+1             | -2              | -                  | -                  | -                  | FLT         | 1           | 0           | 48     | -46    |
| 2022-2023                | Wigan                    | FLC                      | 13         | -18        | FACup+CdL       | 0               | 0               | -                  | -                  | -                  | -           | -           | -           | 13     | -18    |
| Totale Wigan             | Totale Wigan             | Totale Wigan             | 59         | -62        |                 | 1               | -2              |                    | -                  | -                  |             | 1           | 0           | 61     | -64    |
| Totale carriera          | Totale carriera          | Totale carriera          | 282        | -367       |                 | 20              | -32             |                    | 1                  | -1                 |             | 1           | 0           | 304    | -400   |

## Palmarès

### Club

#### Competizioni nazionali
- Community Shield: 4

Manchester United: 2008, 2010, 2011, 2013
- Coppa di Lega inglese: 1

Manchester United: 2008-2009
- Campionato inglese: 1

Manchester United: 2008-2009
- Football League One: 1

Wigan: 2021-2022

#### Competizioni internazionali
- Coppa del mondo per club: 1

Manchester United: 2008